# Cap Naturaliste
Le cap Naturaliste (Cape Naturaliste en anglais) est un cap australien qui constitue le point le plus occidental de la baie du Géographe, une baie sur la côte sud-ouest de l'Australie-Occidentale. Baigné par les eaux de l'océan Indien, il a été nommé cap du Naturaliste par l'expédition vers les Terres Australes du Français Nicolas Baudin en l'honneur du Naturaliste, l'un des deux navires partis du Havre le 19 octobre 1800.